# Alfa Caeli
Alfa Caeli (α Cae, α Caeli, Alfa Cae) je se zdánlivou hvězdnou velikostí 4,45m nejjasnější hvězda v souhvězdí Rydla. Vzhledem k deklinaci 41°52' ji lze spatřit pouze jižně od 48° s.š.
Jedná se o dvojhvězdu tvořenou dvěma hvězdami hlavní posloupnosti,  z primární hvězdy typu F a jejího průvodce červeného trpaslíka typu M. Na obloze jsou od sebe vzdáleny 6,6“. Podle měření paralaxy provedených sondou Gaia je Alfa Caeli vzdálena asi 67 světelných let. Kolem primární složky systému byl zjištěn prachový disk.

## Vlastnosti

### Primární hvězda
Primární složka (α Caeli A) má spektrální klasifikaci F2V, je to tedy hvězda hlavní posloupnosti, v jejímž jádře v současnosti dochází k fúzi vodíku na helium  Její stáří se odhaduje na 1,5 miliardy let, má o 50 % větší hmotnost než Slunce a 1,55násobek poloměru Slunce. Její fotosféra, která vyzařuje pětinásobek sluneční svítivosti, má efektivní teplotu 7 000 K a je tedy teplejší než Slunce. Alfa Caeli A poměrně rychle rotuje kolem vlastní osy rychlostí 47 km/s. Je to proměnná hvězda typu Delta Scuti. Odchylka jasnosti je 0,03 magnitudy.
Vykazuje výrazný infračervený přebytek na vlnové délce 100 μm, což naznačuje, že je obklopena prachovým diskem. Disk se rozprostírá až do poloměru 46 AU od hvězdy a má teplotu 60 kelvinů (-213 °C). Jeho hmotnost se odhaduje na přibližně 1/11000 hmotnosti Země a v době, kdy byla α Caeli stará pouhý 1 milion let, měl disk přibližně 1/7100 hmotnosti Země.
Stáří Alfa Caeli se odhaduje na 1,5 miliardy let.. Obíhá v Mléčné dráze v průměrné vzdálenosti 8 kpc od galaktického centra s excentricitou dráhy 0,07. Tato dráha je tedy blízko galaktické roviny a soustava se pohybuje maximálně 0,05 kpc nad nebo pod touto rovinou. Alpha Caeli je pravděpodobně členem pohyblivé skupiny hvězd Velké medvědice, které mají podobné kinematické vlastnosti a zřejmě pochází ze stejné hvězdokupy.

### Průvodce
Průvodce (α Caeli B) je červený trpaslík se spektrální třídou M0,5V a absolutní hvězdnou velikostí 9,80. U hvězdy dochází k náhlým zvýšením jasnosti a patří mezi proměnné hvězdy typu UV Ceti. V roce 2008 byla tato hvězda od primární oddělena úhlem 6,6 úhlových vteřin, ale tato vzdálenost se v průběhu času mění. Fyzicky je dělí vzdálenost 133 AU a trvá 1 300 let, než se plně oběhnou.